# 大阪府道4号茨木能勢線
大阪府道4号茨木能勢線（おおさかふどう4ごう いばらきのせせん）は、大阪府茨木市から同府豊能郡能勢町に至る主要地方道に指定された大阪府道である。

## 概要
勝尾寺周辺で紅葉シーズンや正月にマイカー参拝者による渋滞が発生するものの、主に山間部を通行する道路であるため交通量はさほど多くなく、歩道は設置されていない区間が多い。
全区間通して概ね往復2車線となっているが、能勢町猪ノ子峠周辺に未舗装区間が存在する。
箕面市には終日二輪車通行止め、夜間は自動車通行止めとなる区間がある。豊能町にも二輪車終日通行止めとなる区間があり、二輪車では全区間通しで通行することはできない。規制の理由は「大型車の通行が多いことから二輪車の安全を確保するためと、ローリング族対策」となっているが、実効性に疑問を持つ声もある。

### 路線データ
- 起点 : 大阪府茨木市豊川（国道171号豊川1丁目交点）
- 終点 : 大阪府豊能郡能勢町栗栖（国道173号栗栖交点）

## 歴史
- 1969年（昭和44年）12月 - 大阪府が一般府道1号茨木能勢線として認定。
  - 初代の一般府道1号だった川西園部線は1965年（昭和40年）に主要地方道1号川西園部線[2]へ昇格され、1993年（平成5年）に国道477号へ昇格されている。
- 1971年（昭和46年）6月 - 建設省（現・国土交通省）が主要地方道に指定[3]。
- 1972年（昭和47年）7月 - 大阪府が主要地方道茨木能勢線（整理番号31）へ昇格。
- 1984年（昭和59年）3月 - 案内上の府道番号は府道4号となる。
- 1993年（平成5年）5月11日 - 建設省から、主要府道茨木能勢線が主要地方道に再指定され[4]、これに伴い1994年（平成6年）4月1日に行われた府道改正でもそのまま主要地方道茨木能勢線（案内番号4、整理番号31）となった。

## 路線状況

### 重複区間
- 大阪府道43号豊中亀岡線（箕面市大字粟生間谷 - 箕面市箕面）
- 大阪府道605号国崎野間口線（大阪府豊能郡豊能町野間口）
- 大阪府道104号宿野下田線（大阪府豊能郡能勢町大里北交差点 - 大里南交差点）

## 地理

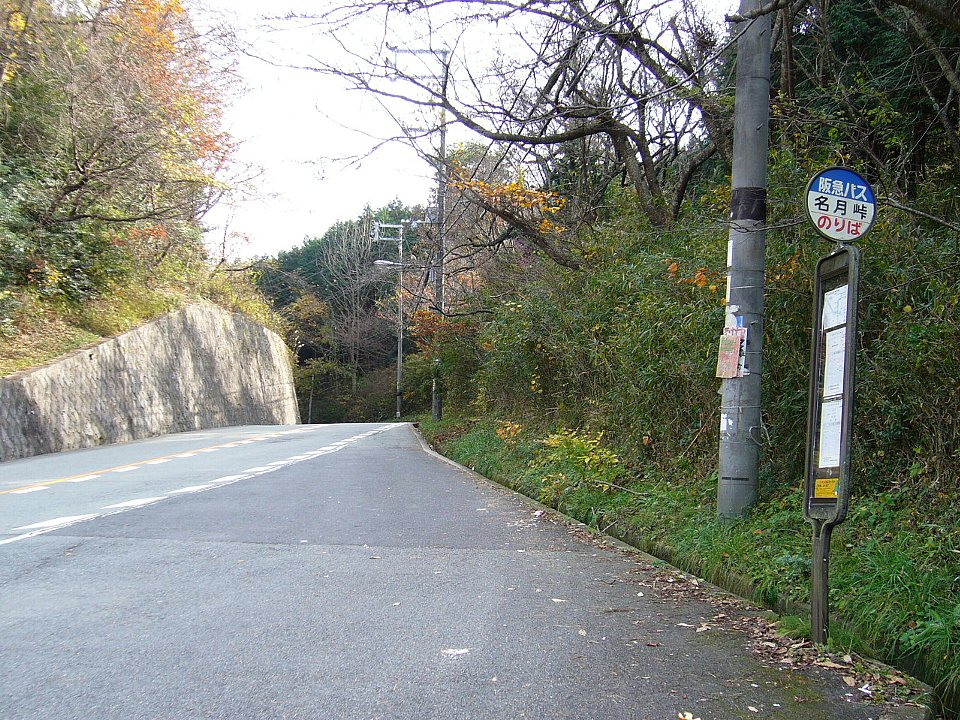
名月峠（能勢町）

- 箕面市から豊能町までの区間では明治の森箕面国定公園に指定された山中を走る。この区間は箕面トンネル（国道423号のバイパス道路である箕面有料道路にある同名トンネルとは異なる。）および野間トンネル以外にトンネルがなく、直線化改良未実施の区間が多いため、カーブが大変多い。
- 豊能町と能勢町の町境で野間峠を、能勢町内で名月峠、猪ノ子峠を通過する。特に猪ノ子峠の未舗装区間は路面改良が進んでおらず、深い轍により車輌の底を擦る可能性があるだけでなく離合も非常に困難なため、走行時に注意を要する。また、府道野間出野一庫線などを使った迂回を呼びかける看板が周囲に見られる。

### 通過する自治体
- 大阪府
  - 茨木市 - 箕面市 - 豊能郡豊能町 - 箕面市 - 豊能郡豊能町 - 豊能郡能勢町

### 交差する道路

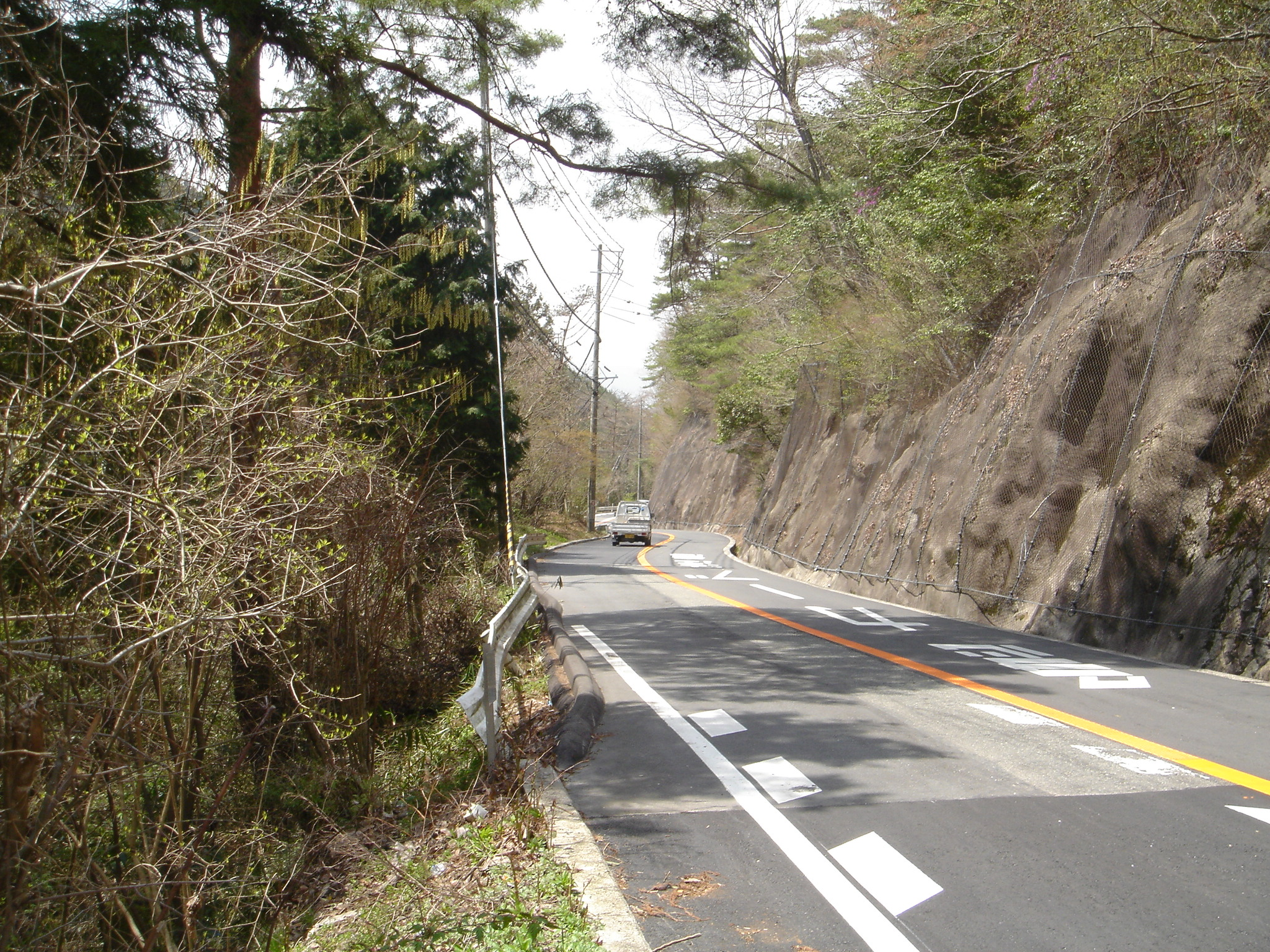
本滝寺付近

- 国道171号（茨木市豊川・豊川1丁目交差点、起点）
- 大阪府道1号茨木摂津線（箕面市粟生間谷東・粟生間谷東2丁目交差点）
- （大阪府道9号箕面池田線 - 箕面市粟生間谷交差点で間接接続）
- 大阪府道43号豊中亀岡線（箕面市粟生間谷）
- 大阪府道43号豊中亀岡線（箕面市箕面）
- 国道423号（豊能郡豊能町川尻・金石橋交差点）
- 大阪府道605号国崎野間口線（豊能郡豊能町野間口）
- 大阪府道605号国崎野間口線（豊能郡豊能町野間口）
- 国道477号（豊能郡能勢町野間稲地・野間稲地交差点）
- 大阪府道604号野間出野一庫線（豊能郡能勢町野間出野）
- 大阪府道106号吉野下田尻線（豊能郡能勢町下田尻・田尻交差点）
- 大阪府道104号宿野下田線（豊能郡能勢町大里・大里北交差点）
- 大阪府道104号宿野下田線（豊能郡能勢町大里・大里南交差点）
- 国道173号・大阪府道602号島能勢線（豊能郡能勢町栗栖・栗栖交差点、終点）

### 沿線
- 梅花女子大学
- 梅花女子大学短期大学部
- 箕面市立豊川北小学校
- 勝尾寺
- 箕面川ダム
- 東海自然歩道
- 右近の郷（豊能町立高山コミュニティセンター）
- 野間の大ケヤキ